# Караой (Курчумский район)
Караой (каз. Қараой) — село в Куршимском районе Восточно-Казахстанской области Казахстана. Входит в состав Теректинского сельского округа. Код КАТО — 635235600.

## Население
В 1999 году население села составляло 608 человек (310 мужчин и 298 женщин). По данным переписи 2009 года, в селе проживал 341 человек (180 мужчин и 161 женщина).